# Leninsk-Kuzneckij rajon
Il Leninsk-Kuzneckij rajon (in russo Ленинск-Кузнецкий район?) è un rajon dell'Oblast' di Kemerovo, nella Russia europea; il capoluogo è Leninsk-Kuzneckij. Istituito nel 1925, ricopre una superficie di 2.400 chilometri quadrati e consta di una popolazione di circa 27.000 abitanti.